# حزب مارکسیست-لنینیست آلمان
حزب مارکسیست-لنینیست آلمان یا م.ل.پ.د (به آلمانی: Marxistisch–Leninistische Partei Deutschlands, MLPD) یک حزب سیاسی مارکسیست-لنینیست و ضد تجدیدنظرطلبی است که در کشور آلمان فعالیت می‌کند. این حزب در ۱۹۸۲ توسط اعضای اتحادیۀ کارگران کمونیست آلمان (به آلمانی: Kommunistischer Arbeiterbund Deutschlands, KABD) تأسیس شد.
حزب مارکسیست-لنینیست آلمان از به دست گرفتن قدرت توسط پرولتاریا، سرنگونی روابط سرمایه‌دارانۀ تولید و جایگزینی آن با یک نظم اجتماعی نوین با جهت‌گیری سوسیالیستی طرفداری می‌کند و این اهداف را همچون مرحله‌ای انتقالی در گذار به جامعۀ بدون طبقۀ کمونیستی می‌داند. حزب مارکسیست-لنینیست آلمان در این راستا به نظریات کارل مارکس، فریدریش انگلس، ولادیمیر لنین، ژوزف استالین و مائو تسه تونگ ارجاع می‌دهد. این حزب اصطلاحات استالینیسم و مائوئیسم را به عنوان اصطلاحاتی جنگی تلقی می‌کند که جنبش مارکسیست-لنینیستی را منشعب کرده‌اند. حزب مارکسیست-لنینیست آلمان در حالی که جنبه‌های از آثار سیاسی استالین و مائو را به نقد می‌کشد، اما از آن آثار دفاع کرده و از این حیث با اغلب گروه‌های چپ آلمان تفاوت دارد.
حزب مارکسیست-لنینیست آلمان در کنفرانس بین‌المللی احزاب و سازمان‌های مارکسیست لنینیست (نشریه بین‌الملل) و همچنین کمیته هماهنگی بین‌المللی احزاب و سازمان‌های انقلابی عضویت و مشارکت دارد. نمایندگان حزب در کنگره‌های دیگر احزاب کمونیستی سراسر جهان شرکت می‌کنند.

## جهت‌گیری سیاسی

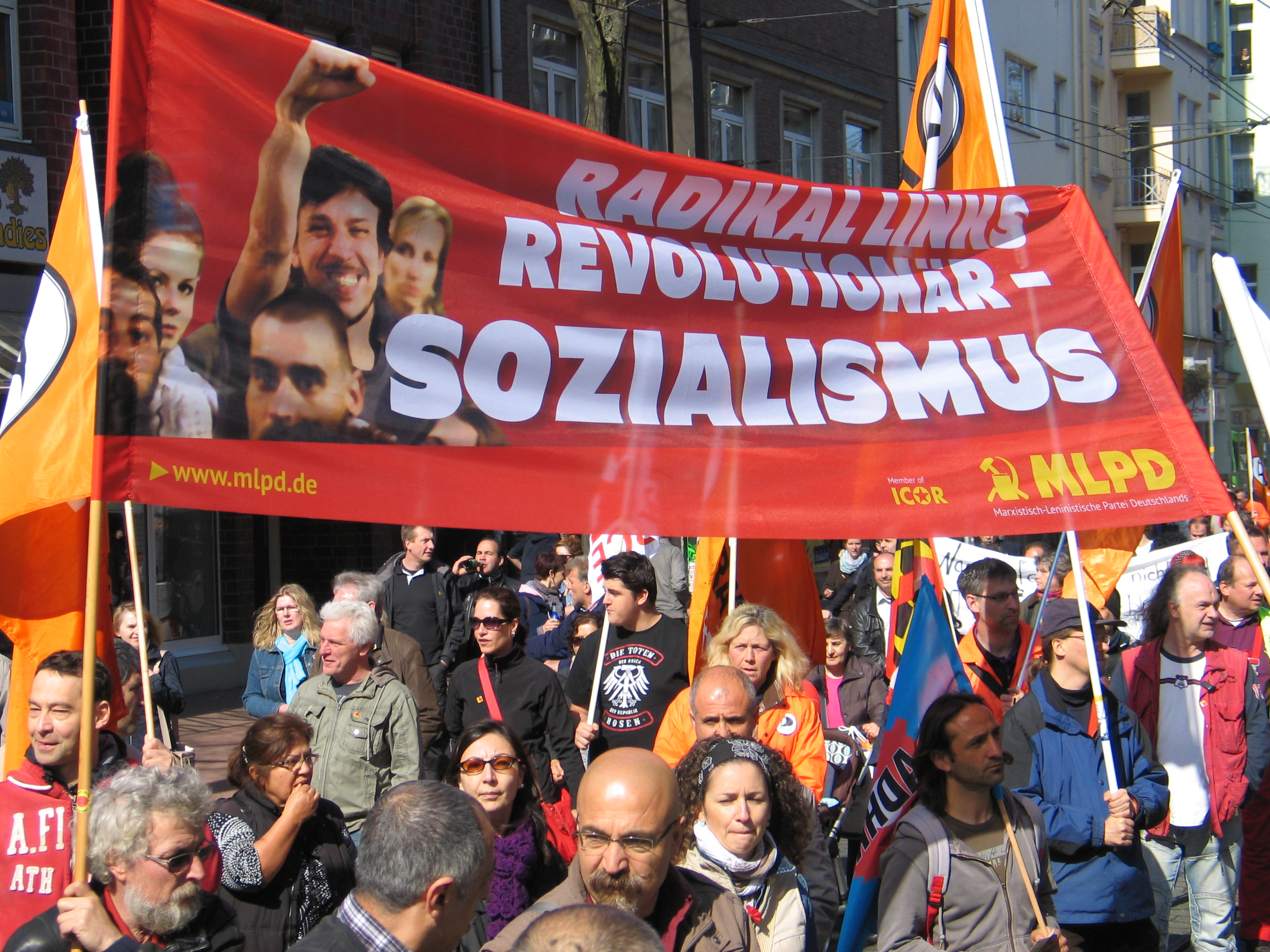
طرفداران حزب مارکسیست-لنینیست آلمان

جزب مارکسیست-لنینیست آلمان جهت‌گیری سیاسی خود را سوسیالیسم راستین (به آلمانی: Echter Sozialismus) می‌نامد. افزودن پسوند راستین به گفتۀ این حزب اهمیتی تاکتیکی دارد، چرا که دیگر گرایش‌های رفرمیستی و تجدیدنظرطلبانه مانند تروتسکیسم را همچون انحرافاتی در نظر می‌گیرد که به باور حزب مارکسیست-لنینیست آلمان انشعابی تنگ‌نظرانه از مارکسیسم است. حزب مارکسیست-لنینیست آلمان خود را بر این اساس از دیگر احزاب چپ مانند حزب کمونیست آلمان، چپ و حزب برابری سوسیالیستی متمایز می‌کند.

## حضورانتخاباتی
حزب مارکسیست لنینیست آلمان در انتخابات فدرال ۲۰۰۵ شرکت کرد و در تبلیغات خود با استفاده از عکس مارکس و لنین توجه بسیاری را به خود جلب کرد. این حزب در تبلیغات خود را به عنوان آلترناتیو رادیکال حزب چپ مطرح می‌کرد. نهایتاً این حزب ۰٫۱ درصد از آرا را کسب کرد. قوی‌ترین حضور آن در ایالات ساکسونی-آنهالت و تورینگیا بود که موفق به کسب ۰٫۴ درصد آرا شد.

## منبع و پیوند به بیرون
- Official web site